# العدوانية
العدوانية، وهي منطقة زراعية عراقية تقع على أطراف جنوب بغداد. سميت بالعدوانية نسبة إلى أقدم شيوخها الشيخ عدوان. وتمتاز العدوانية بالتربة الخصبة والماء الوفير وبكثرة الإنتاج الزراعي ويبلغ عدد سكانها حوالي 16 ألف نسمة.